# Reinhold Rüdiger
Reinhold Rüdiger (* 3. Januar 1926 in Hannover; † 2. Dezember 1998 ebenda) war ein deutscher Schauspieler, Dramaturg, Regisseur und Intendant.

## Leben
Reinhold Rüdiger besuchte in seiner Geburtsstadt Hannover das Humboldt-Gymnasiums. 1941 stand er im Alter von 15 Jahren als Statist im hannoverschen Opernhaus erstmals auf der Bühne. Von 1943 bis 1945 war er kriegsbedingt fern-immatrikuliert bei Heinz Kindermann in Wien.
Gegen Ende des Krieges wurde er eingezogen und geriet in französische Gefangenschaft. Nach seiner Freilassung konnte er von 1946 bis 1947 noch einmal regulär seiner Ausbildung zum Schauspieler nachgehen, indem er sich bei Hans Günther von Klöden in Hannover unterrichten ließ. Sein erstes Engagement hatte Rüdiger in Bad Lauterberg im Harz. Danach wurde er an die „Kammerspiele unterm Mellini“ in Hannover verpflichtet. Dort wirkte er von 1947 bis 1949 als Dramaturg und Schauspieler. Er spielte beispielsweise den Trauerweidenwalter in der Dreigroschenoper (1947) und den Dr. Jellinek wie auch den Anstaltsgeistlichen im Hauptmann von Köpenick (1948).
Von 1949 bis 1951 betrieb er das eigene Kabarett „Die Satansbrüder“. Seine Kabarettkollegen waren Klaus Kammer, Günter Kütemeyer und Herbert Mensching. Für nebenherlaufende Theaterprojekte hatte er das „Volkstheater Hannover“, wo er unter anderem 1950 das Stück Das Zeichen des Jona von Günter Rutenborn aufführte. Die Saison 1951/1952 war er als Dramaturg und Schauspieler am Staatstheater Braunschweig engagiert.
Mit Walter Heidrich baute er 1952 die Landesbühne Niedersachsen-Süd, die 1961 in Landesbühne Hannover umbenannt wurde, auf. Heidrich übernahm die Theaterleitung, während Rüdiger als Dramaturg und Oberspielleiter fungierte. 1954 kam die Oberspielleitung der „Sommerspiele Herrenhausen“ (auch diese wurden umbenannt, und zwar in „Festwochen Herrenhausen“) hinzu. 1964 wurde er Nachfolger Heidrichs als Intendant und „Prinzipal“ der Landesbühne. Er blieb dies bis 1993. In dieser Zeit lernte er seine Frau, die Schauspielerin Silvana Sansoni, kennen.
Rüdiger führte weiterhin Regie: 1965 inszenierte er Tumult im Narrenhaus von Lope de Vega. Die Kritik war gespalten. In der Hannoverschen Allgemeinen Zeitung schrieb Rudolf Lange, Rüdiger sei aufgrund geschickter Textbearbeitung, bei der „Worte in Musik und leichtfüßige Bewegung“ verwandelt worden seien, „[e]in wahrer Hexenmeister der Szene“. Er habe den von Lope de Vega konstruierten Wirrwarr „bis an die Grenze des Möglichen“ gesteigert, ohne die „Gewalt“ über das zusammengewürfelte Ensemble zu verlieren. Lange führte weiter aus: „Trotz des närrischen Tempos kamen die Schönheit von Lopes Sprache und der im Unsinn verschlüsselte Sinn voll zur Geltung, weil er mit den Darstellern unermüdlich am Wort gearbeitet hatte, weil er zur rechten Zeit der Pause und dem verhaltenen Ton ihr Recht gab. Es war der Glücksfall seiner Regie, daß solche Differenzierungen in der Wiedergabe des Textes stets auch in der Bewegungsführung der Schauspieler ihren Ausdruck fanden.“ Gegenläufig war der Eindruck, den Gerhard Rohde gewonnen hatte und für den Weser Kurier festhielt: „Leider fehlte seiner Inszenierung häufig die bewegungsmäßige Eleganz und Präzision. Man tollte turbulent, aber ein wenig unkontrolliert über die Bühne […].“ Die – wahrscheinlich – am häufigsten berücksichtigten Dramenautoren waren Bertolt Brecht und William Shakespeare. Der aufhaltsame Aufstieg des Arturo Ui war 1966 (Landesbühne Hannover) bereits Rüdigers fünftes Brecht-Stück. Mindestens ebenso viele Shakespeare-Stücke ließ Rüdiger aufführen, darunter 1969 König Richard II. (Landesbühne Hannover). Rüdiger und sein Dramaturg Ingo Waßerka griffen dabei auf die im Schatten der Schlegel-Übersetzung stehende Prosaübersetzung von Johann Joachim Eschenburg zurück, weil sich daraus eine leichter verständliche und eine von dichterischem Sprachrhythmus geprägte statt von krampfhaften Blankversen bestimmte Fassung machen ließ. Rüdiger schuf durch Abgleich mit dem englischen Originaltext gewissermaßen eine neue Übersetzung.
Ab den 1950er Jahren war Rüdiger die treibende Kraft der Reihe „Musik und Theater in Herrenhausen“. Ab 1969 kooperierte Rüdigers Landesbühne mit dem Tournee-Theater Thespiskarren (TTT). 1987 erhielt die Landesbühne auf sein Betreiben hin einen Spielstättenneubau in der Bultstraße.
Reinhold Rüdiger war Beirat der Deutschen Künstlerhilfe. Er veröffentlichte Interviews und Stückübersetzungen (Shakespeare, Molière, Goldoni, Gogol) in Theaterzeitschriften.

## Auszeichnungen
- 1977: Niedersächsisches Verdienstkreuz 1. Klasse

## Inszenierungen (Auswahl)
- 1953: Unsere kleine Stadt (Thornton Wilder), Landesbühne Niedersachsen-Süd
- 1954: Tod eines Handlungsreisenden (Arthur Miller), Landesbühne Niedersachsen-Süd
- 1955: Der Geizige (Molière), Landesbühne Niedersachsen-Süd
- 1955: Mutter Courage und ihre Kinder (Bertolt Brecht), Landesbühne Niedersachsen-Süd
- 1959: Der Talisman (Johann Nestroy), Landesbühne Niedersachsen-Süd
- 1961: Der gute Mensch von Sezuan (Bertolt Brecht), Stadttheater Duderstadt
- 1965: Tumult im Narrenhaus (Lope de Vega), Gartentheater Herrenhausen
- 1965: Peer Gynt (Henrik Ibsen), Landesbühne Hannover
- 1966: Der aufhaltsame Aufstieg des Arturo Ui (Bertolt Brecht), Landesbühne Hannover
- 1969: König Richard II. (William Shakespeare), Landesbühne Hannover
- 1970: Was ihr wollt (William Shakespeare), Sommerbühne der Landesbühne Hannover – Gartentheater Herrenhausen 1970